# Zabrze
Zabrze és una ciutat situada a l'Alta Silèsia, al sud de Polònia, prop de Katowice. Es troba sobre el riu Klodnica, afluent del riu Oder.
Forma part del voivodat de Silèsia des de la seva formació en 1999, havent format part anteriorment del voivodat de Katowice. Zabrze és una de les ciutats de l'àrea urbana de la Silèsia Superior, àrea amb 2.7 milions d'habitants. Al seu torn, la mateixa forma part de la Mancomunitat Metropolitana de l'Alta Silèsia, amb aproximadament 5.294.000 habitants. La població de la ciutat és de 189.062 habitants (2008).

## Economia
Igual que en altres ciutats de la regió, Zabrze és un important centre de fabril, amb mines de carbó i ferro, fabricació de filferro, vidre, producció química i petroliera, entre d'altres.

## Ciutats agermanades
- Trnava, Eslovàquia

## Imatges

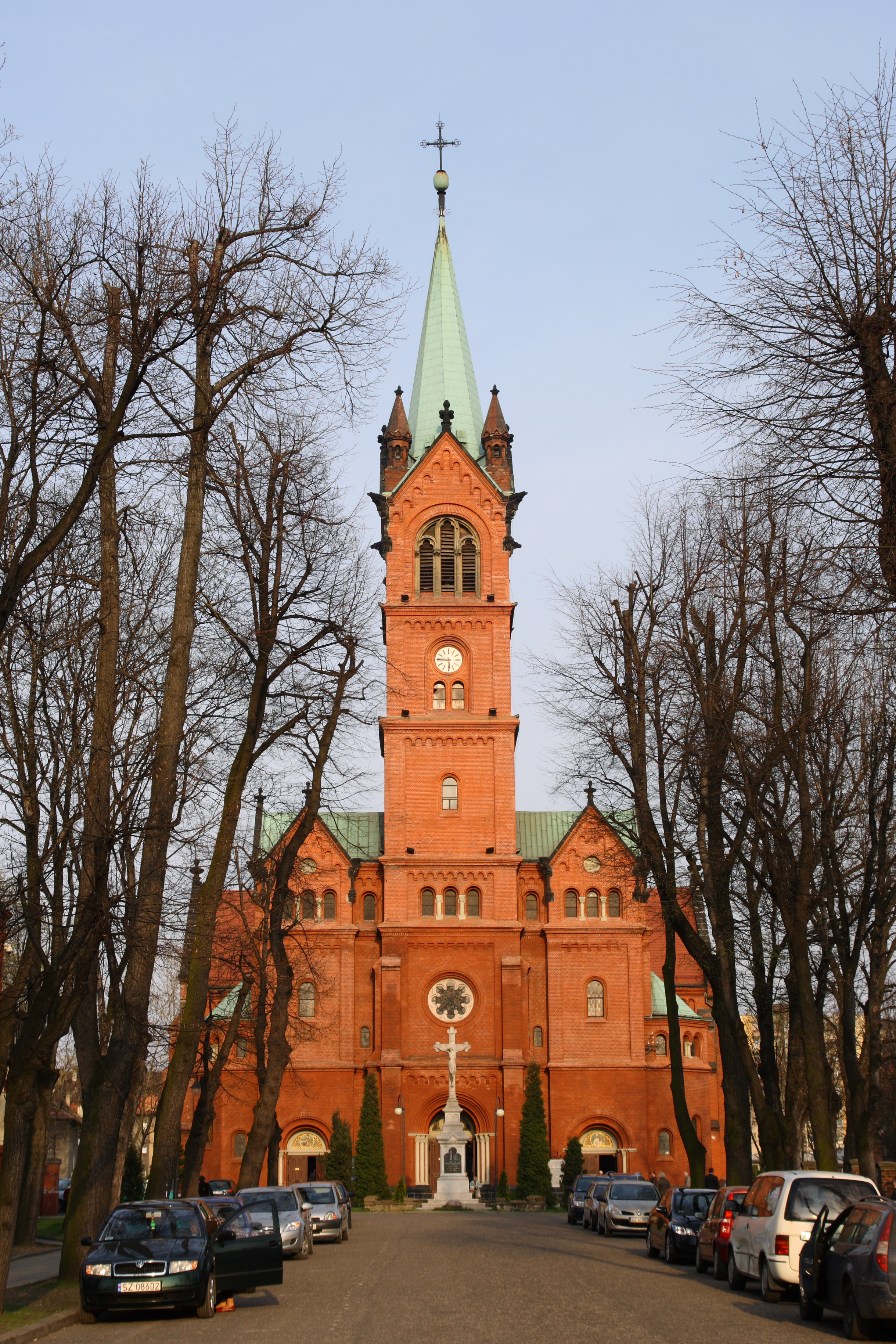
Església de Santa Anna a Zabrze
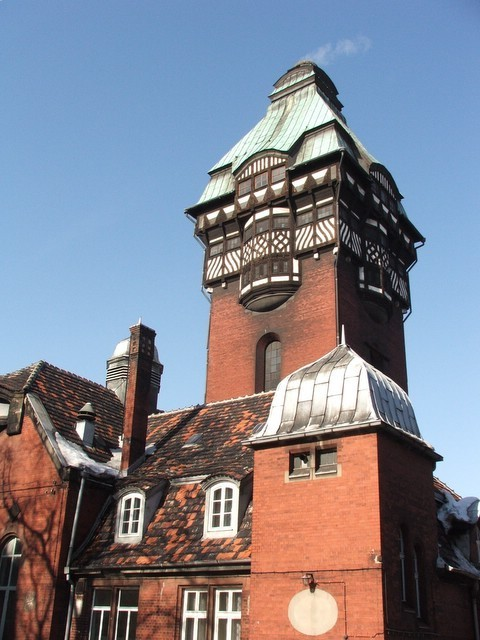
Hospital